# Raymond Singer
Raymond Singer (* 21. Dezember 1948 in New York City) ist ein US-amerikanischer Schauspieler und Drehbuchautor, der für einen Emmy nominiert wurde.

## Karriere
Raymond Singer begann seine Schauspielkarriere beim Fernsehen. Er übernahm 1975 in Fernsehserien wie Harry O, Einsatz in Manhattan, Starsky und Hutch und Die Straßen von San Francisco kleinere Rollen. Eine Nebenrolle erhielt Singer dann in Einsatz Petticoat, darin verkörperte er in 23 Episoden den Lt. Watson und stand mit Jamie Lee Curtis und John Astin vor der Kamera. Es folgten weitere Gastauftritte in Serien, bevor er erstmals 1978 an einem Kinofilm mitwirkte. Neben Paul Sorvino, Tony Lo Bianco und Richard Gere, die jeweils eine Hauptrolle erhielten, sah man Singer als Jackie in Heißes Blut. Anschließend erhielt er Rollen in den Filmen Star Trek IV: Zurück in die Gegenwart, FBI Academy und Chucky 2 – Die Mörderpuppe ist wieder da sowie in Fernsehfilmen wie Spione, überall Spione, Perry Mason: Bretter, die die Welt bedeuten und Die Dollar-Queen.
Noch während seiner Karriere als Schauspieler arbeitete Singer 1994 als Drehbuchautor an dem Fernsehfilm Verabredung zum Mord (Originaltitel: Beyond Obsession) mit. Nach seiner schauspielerischen Karriere wirkte Singer an weiteren Drehbüchern, wie Nightscream – Schrecken der Nacht aus dem Jahr 1997, den Zeichentrickfilmen Mulan (1998) und dessen Fortsetzung Mulan 2 (2004), Joseph – König der Träume (2000) und Der König der Löwen 3 – Hakuna Matata (2004) mit. Im Jahr 2004 erschien auch Alice Paul – Der Weg ins Licht, bei dem Singer ebenfalls am Drehbuch mitwirkte. Für diese Leistung erhielten die Drehbuchautoren eine Nominierung bei der Primetime-Emmy-Verleihung 2004 in der Kategorie Drehbuch für eine Miniserie, Fernsehfilm oder ein Special.

## Filmografie (Auswahl)
Schauspieler
- 1975: Harry O (Fernsehserie, Episode Mayday)
- 1975–1977: Einsatz in Manhattan (Fernsehserie, vier Episoden)
- 1975: Starsky und Hutch (Fernsehserie, Episode The Deadly Imposter)
- 1975: Die Straßen von San Francisco (Fernsehserie, Episode Murder by Proxy)
- 1977: Barnaby Jones (Fernsehserie, Episode 5x20)
- 1977–1978: Einsatz Petticoat (Fernsehserie, 23 Episoden)
- 1977: M*A*S*H (Fernsehserie, Episode Fade Out, Fade In)
- 1977: Detektiv Rockford – Anruf genügt (The Rockford Files, Fernsehserie, Episode Just Another Polish Wedding)
- 1978: Greatest Heroes of the Bible (Fernsehserie The Story of Noah: Part 1 und The Story of Noah: Part 2)
- 1978: Heißes Blut (Bloodbrothers)
- 1979: Drei Engel für Charlie (Charlie’s Angels, Fernsehserie, Folge Die Disco-Engel)
- 1982: Remington Steele (Fernsehserie, Episode Steele Belted)
- 1982: Entity – Es gibt kein Entrinnen vor dem Unsichtbaren, das uns verfolgt
- 1983: Agentin mit Herz (Scarecrow and Mrs. King, Fernsehserie, Episode Service Above and Beyond)
- 1983: Magnum (Fernsehserie, Episode Of Sound Mind)
- 1984: Mama Malone (Fernsehserie, 13 Episoden)
- 1985: T.J. Hooker (Fernsehserie, Episode Death Is a Four Letter Word)
- 1985: Street Hawk (Fernsehserie, vier Episoden)
- 1986: Star Trek IV: Zurück in die Gegenwart (Star Trek IV: The Voyage Home)
- 1986: Unser lautes Heim (Growing Pains, Fernsehserie, Episode Jason and the Cruiser)
- 1986–1988: Harrys wundersames Strafgericht (Night Court, Fernsehserie, drei Episoden)
- 1986–1988: Familienbande (Family Ties, Fernsehserie, drei Episoden)
- 1988: Spione, überall Spione (Spies, Lies & Naked Thighs, Fernsehfilm)
- 1988: FBI Academy
- 1989: Perry Mason: Bretter, die die Welt bedeuten (Fernsehfilm)
- 1989: Matlock (Fernsehserie, Episoden The D.J.)
- 1990–1993: L.A. Law – Staranwälte, Tricks, Prozesse (Fernsehserie, drei Episoden)
- 1990: Chucky 2 – Die Mörderpuppe ist wieder da (Child’s Play 2)
- 1990: Die Dollar-Queen (Fernsehfilm)
- 1990: Columbo: Schleichendes Gift (Uneasy Lies the Crown, Fernsehreihe)
- 1991: Operation Wüstensturm (Heroes of Desert Storm, Fernsehfilm)
- 1991: Beverly Hills, 90210 (Fernsehserie, Episode Isn't It Romantic?)
- 1994: Melrose Place (Fernsehserie, Episode The Days of Wine and Vodka)
- 1994: New York Cops – NYPD Blue (Fernsehserie, Episode Jumpin' Jack Fleishman)
- 1995: The Naked Truth (Fernsehserie, Episode Hero Pig Goes Hog Wild!)

Drehbuch
- 1994: Verabredung zum Mord (Beyond Obsession, Fernsehfilm)
- 1997: Nightscream – Schrecken der Nacht (Nightscream, Fernsehfilm)
- 1998: Mulan
- 2000: Joseph – König der Träume (Joseph: King of Dreams)
- 2004: Der König der Löwen 3 – Hakuna Matata (The Lion King 1½)
- 2004: Mulan 2
- 2004: Alice Paul – Der Weg ins Licht (Iron Jawed Angels)